# كاتدرائية بامبرغ

كاتدرائية بامبرغ هي كاتدرائية رومانية كاثوليكية تقع في مدينة بامبرغ، ألمانيا.